# Primus motor
Primus motor (latin: 'den første bevæger') er et antikt filosofisk term, som er forbundet med Aristoteles. Det beskriver en bevægelses første ophav, i gamle tider ofte ensbetydende med Gud. Nu om dage bruges termen til at beskrive den primære drivkraft bag et bestemt projekt.
| Sprog | Spire Denne artikel om sprog er en spire som bør udbygges. Du er velkommen til at hjælpe Wikipedia ved at udvide den. |

| filosofi | Spire Denne filosofiartikel er en spire som bør udbygges. Du er velkommen til at hjælpe Wikipedia ved at udvide den. |